# 胡皇后 (魏孝明帝)
胡皇后（？—？），安定郡临泾县（今宁夏回族自治区固原市彭阳县）人，魏孝明帝元诩的皇后，灵太后堂兄冀州刺史胡盛之女。

## 生平
灵太后欲荣重门族，因而立堂姪女胡氏为皇后。明帝颇有酒德，专嬖充华潘外憐，胡皇后及其它嫔御无宠。
528年孝明帝元诩被杀，四月十二日，尔朱荣兵临城下时，灵太后令胡皇后及嫔妃们全部削发入瑶光寺为尼。自此胡皇后定居在瑶光寺。

## 延伸阅读
[在维基数据编辑]
 《魏書/卷13》，出自魏收《魏书》
 《北史/卷013》，出自李延壽《北史》